# Jan de Vries (pilote moto)
Jan de Vries (né le 5 janvier 1944 à Sint Jacobiparochie, Pays-Bas, mort le 14 janvier 2021 à Purmerend, Pays-Bas) était un pilote de moto, premier Néerlandais à remporter un championnat du monde de vitesse moto en catégorie 50 cm3 en 1971. Il en a remporté ensuite un second en 1973.
Malgré ses deux titres mondiaux, il n'a jamais remporté sa course à domicile, le Dutch TT à Assen.
Son plus grand adversaire a été l'Espagnol Ángel Nieto.

## Carrière en course
Jan de Vries a fréquenté une école technique où il s'est spécialisé dans le travail des métaux. Vers 1959, il participe à une course de cyclomoteurs puis commence à convertir ses propres cyclomoteurs en machines de grass track. Sur les pistes en herbe, il fait la connaissance des fils du concessionnaire de motos de Leeuwarden Jaap Jager. En 1960, il commence à y travailler comme mécanicien, mais reste fidèle au grass track jusqu'en 1967.
En 1962, il est l'un des initiateurs de la Frisian Grass Track Riders Association.
Lorsque Jaap Jager est devenu concessionnaire Kreidler en 1963, Jan a commencé à conduire en grass track avec des Kreidler. À son insu, ses amis l'ont inscrit à la sélection que l'importateur Henk Van Veen a créé en 1965 pour détecter de nouveau talent. Jan, qui n'avait jamais vu de près une moto de course, est l'un des onze sélectionnés pour participer à cette compétition de test sur le circuit de Zandvoort. Il s'est avéré plus rapide que des coureurs sur route plus expérimentés et a été inclus dans l'équipe de Van Veen, aux côtés d'Aalt Toersen (en), lui aussi coureur sur gazon sans expérience de la piste.
Jan est finalement devenu pilote de réserve de Cees van Dongen (en) et de Toersen. En 1965, de Vries participe à des courses à Tubbergen sur un Kreidler à neuf vitesses offert par Van Dongen et il termine deuxième derrière Toersen.

## Carrière en Grand Prix

### 1966, 1967 et 1968
Jan de Vries fait ses débuts dans le championnat du monde en catégorie 50 cm3 avec un Kreidler au Dutch TT d'Assen en 1966, mais n'a pas terminé et il abandonne encore l'année suivante. Au cours de la saison 1968, il participe à davantage de courses du championnat du monde et marque ses premiers points à Assen, terminant le championnat à la 10e place.

### 1969
Les 50 cm3 d'usine comme la Suzuki RK 67 et la Honda RC 116 ont disparu de la scène en raison de la nouvelle réglementation FIM, qui interdit les bicylindres et les boîtes à plus de six rapports, ce qui crée des opportunités pour les pilotes de monocylindres européens à deux temps sur Derbi, Jamathi (nl) et Kreidler. La concurrence est également forte entre pilotes européens de la catégorie; Toersen, Ángel Nieto, Barry Smith, Santiago Herrero ou Paul Paul Lodewijkx (en).

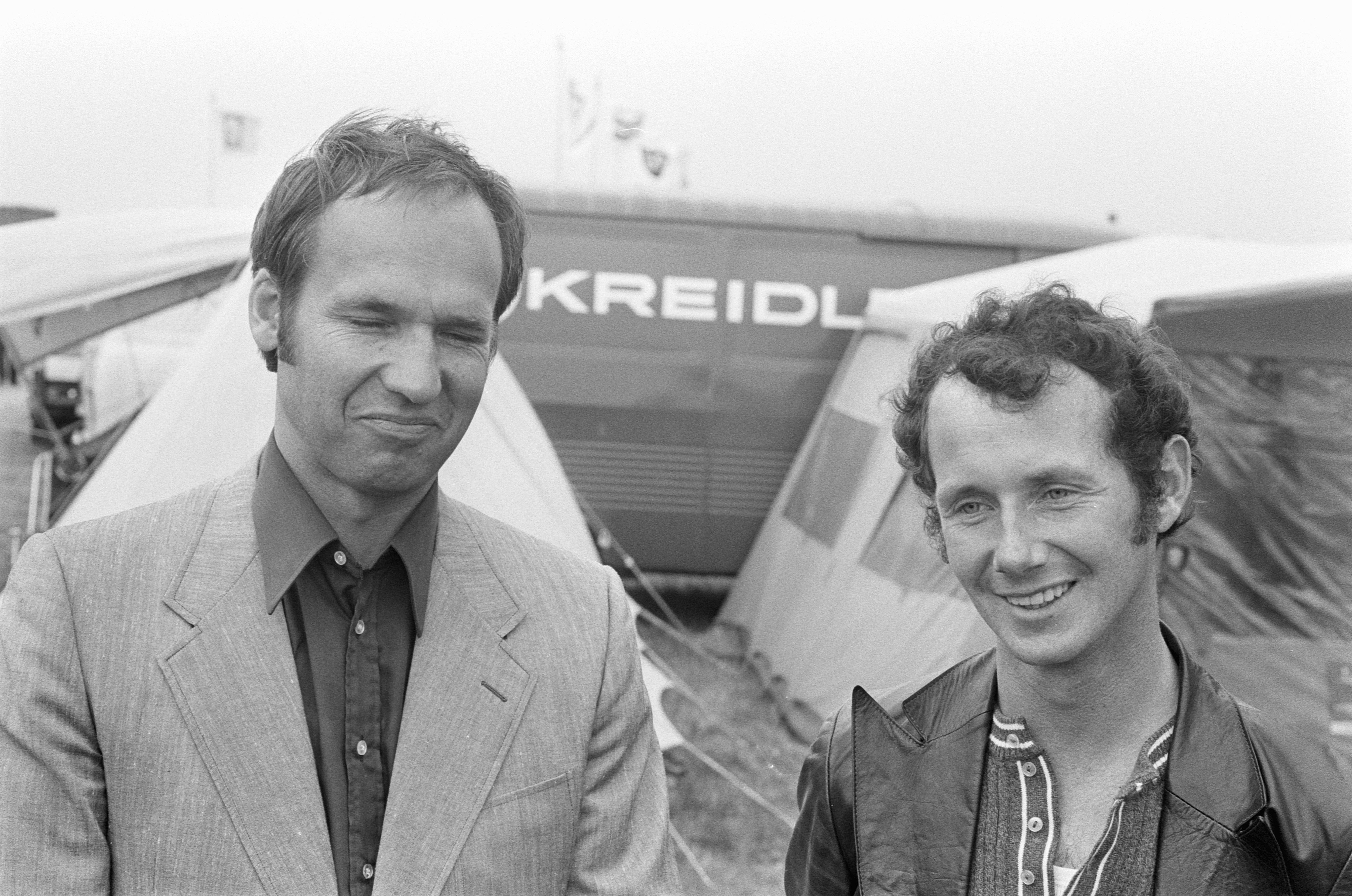
Henk van Veen et Jan de Vries.

Outre le fait que le nombre d'épreuves passe à douze, avec le retour du GP de France et l'accès au statut de championnat du monde du GP Adriatique en Yougoslavie, cette année voit aussi un autre changement marquant, la modification du mode d'attribution des points aux championnats. Ce sont désormais les dix premiers de chaque Grand Prix qui se verront attribuer des points. L'usine Kreidler revient en GP par l'intermédiaire de l'écurie de son importateur hollandais Van Veen avec Toersen et de Vries.
À la première épreuve en Espagne, Jan de Vries termine sur la 3e marche du podium, son premier en Grand Prix. Remporté par son coéquipier Toersen, c'est la première victoire de Kreidler en championnat du monde depuis le GP d'Espagne 1964.
De Vries enchaîne avec deux secondes places en Belgique toujours derrière Toersen et en Hollande (remporté par Derbi), une 5e en RDA, une 8e en Yougoslavie - son plus mauvais résultat de l'année - et il termine ensuite second en Ulster, 4e en Italie et 3e sur le nouveau circuit de Preluk à Opatija (Yougoslavie). À noter que pour les deux dernières épreuves, Toersen étrenne un nouveau moteur à refroidissement liquide difficile à mettre au point. Bien qu'il n'ait remporté aucune victoire, Jan de Vries fini au pied du podium de la catégorie 50 cm3 pour sa première années complète au « Continental Circus ».

### 1970, première victoire
Après cette tentative manquée de remporter le titre mondial avec Aalt Toersen en 1969, Henk van Veen l'importateur Kreidler aux Pays-Bas veut Jan de Vries comme technicien dans son entreprise d'Amsterdam. Après une période à mi-temps, c'est en 1971, que Jan commencera à travailler définitivement pour Van Veen et au début de 1972, la famille de Vries déménagera à Purmerend à 15 km de l'usine.
Pour la saison 1970, Aalt Toersen passé chez Jamathi est remplacé chez Van Veen par Jos Schurgers (en). Au Grand Prix d'Allemagne, en ouverture de la saison sur le grand circuit, peu de pilotes connaissent bien la piste qui est désormais bordé des glissières de sécurité exigées par les pilotes automobiles. Ángel Nieto, qui campait sur la Nordschleife depuis des semaines pour apprendre la piste, remporte facilement la course en 50 cm3. Ses plus grands adversaires décident de conduire plus prudemment sur ce circuit dangereux. Aalt Toersen est 8e, Jos Schurgers 10e et de Vries abandonne.
Il se rattrape en Yougoslavie et à son Grand Prix national avec de belles 2e places derrière Nieto. Sixième en Belgique, 5e en RDA, 10e en Yougoslavie, puis 6e en Ulster, ces résultats révèlent un manque de performance évident des Kreidler Van Veen qui s'ajoutent au casses mécaniques d'Allemagne et de France. Il semble clair que les Kreidler Van Veen ne sont pas à la hauteur des Derbi et des Jamathi.
Néanmoins, de Vries s'adjuge la pole position du GP des Nations et il réalise le tour le plus rapide du très rapide circuit de Monza. En course, Aalt Toersen, Jos Schurgers et Salvador Cañellas (es) chutent, et Nieto est désormais certain du titre mondial. Mais il tombe à son tour à cause de son bouchon de radiateur qui s'est détaché et il est aspergé d'eau bouillante. Pour Jan de Vries, alors en tête et qui a mené de bout en bout, c'est sa première victoire en championnat du monde. Il termine sa saison par une 3e place en Espagne et la 5e de la catégorie 50 cm3 au championnat.

### 1971, premier titre mondial
Pendant l'inter saison, l'équipe Van Veen - Kreidler travaille dur pour améliorer les machines surtout au niveau aérodynamisme. Des essais à l'Eifelrennen montrent clairement que ses machines sont rapides. Pour sa part, l'usine Kreidler officielle décide de se retirer de la course, entraînant de gros problèmes pour le pilote privé Rudolf Kunz (es).

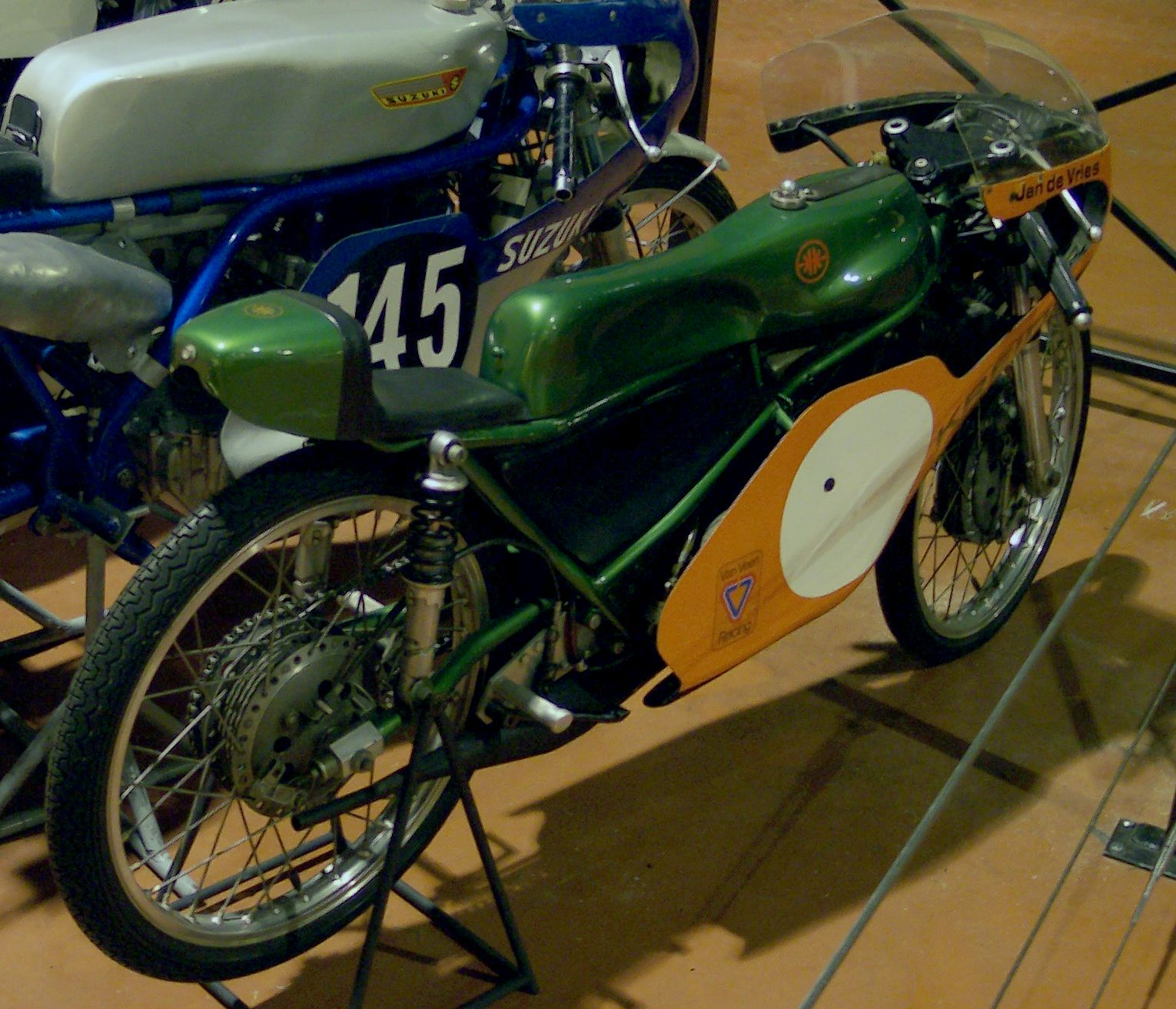
Le Kreidler Van Veen de Jan de Vries champion du monde 1971.

Lors du premier GP d'Autriche comptant pour le championnat du monde, Jan de Vries remporte la première manche du match qui oppose une nouvelle fois les Kreidler Van Veen aux Derbi. Son coéquipier Jos Schurgers a abandonné sur casse. Nouvelles victoires de Jan de Vries en Allemagne, puis en Belgique. Il est tombé entre ces deux courses aux Pays-Bas comme son compatriote Nico Polane, nouveau venu dans l'écurie Van Veen. En Belgique, l'équipe Van Veen fait carton plein avec la victoire de de Vries devant Schurgers et Nieto dont l'équipe portera en vain réclamation contre Kreidler pour une cylindrée supérieure à 50 cm3. En RDA, Ángel Nieto profite des ennuis de freins de de Vries (2e) pour l'emporter et donc à la mi-saison Nieto mène avec 62 points devant les deux Van Veen boys, De Vries (57) et Schurgers (34).
En Tchécoslovaquie, pour soutenir leurs pilotes no 1, les deux marques qui s'opposent en 50 cm3 font appel pour la fin de saison à des « mercenaires » : Gilberto Parlotti (en) pour Derbi et Barry Sheene pour Kreidler qui remporte la course, les pilotes officiels ayant abandonnés. Vient ensuite le premier Grand Prix de Suède comptant pour le championnat du monde depuis celui de Kristianstad en 1961 qui se déroule désormais à Anderstorp. Gilberto Parlotti y joue parfaitement son rôle en laissant gagner Nieto. De Vries et Sheene terminent derrière les deux Derbi.
En Italie Nieto dispose d'un nouveau Derbi qui ne lui suffit pas pour venir à bout de Jan de Vries qui prend la tête du championnat. Si Parlotti renforce encore l'équipe Derbi, l'équipe Van Veen a confié cette fois une machine à la vedette montante, Jarno Saarinen (6e puis 2e en Espagne). À cette dernière épreuve de l'année, Nieto perd toutes ses chances en chutant dès le premier tour, laissant Jan de Vries remporter le GP et devenir le premier Néerlandais champion du monde, avec cinq victoires et 97 points marqués.

### 1972, le duel
Le calendrier de 1972 frisait l'impossible, avec le retour des GP de France et de Yougoslavie, soit 14 épreuves. À l'époque, rares sont les pilotes qui peuvent voyager en avion et de toute façon leurs motos et leurs mécaniciens doivent voyager par la route d'un circuit à l'autre parfois en quelques jours, tout en effectuant des réparations et des améliorations. Il y a, par exemple, sept semaines entre le TT (9 juin) et le GP de Finlande, (30 juillet), période pendant laquelle doivent se dérouler aussi les épreuves en Yougoslavie, Pays-Bas, Belgique, RDA, Tchécoslovaquie et Suède. Soit huit courses. Cela coûte le titre à Jan de Vries dont le meilleur moteur qui casse en Yougoslavie ne peut être réparé que pour le GP de Suède.
La saison commence bien pour de Vries qui remporte la victoire en RFA. Nieto termine second, victime de son Derbi récalcitrant. De fureur, il jette sa machine contre les glissières de sécurité et ne se présente pas à la cérémonie du podium. Le duel en 50 cm3 reprend en Italie à Imola. Le Hollandais en sort vainqueur malgré les manœuvres un peu limites de l'Espagnol. À la fin de la course, Jan Huberts (en) de l'équipe Kreidler en vient aux mains avec Nieto, lui reprochant son attitude en course. Des officiels et des policiers doivent les séparer.
En Yougoslavie, c'est un autre Néerlandais, Jan Bruins (en), qui l'emporte devant Nieto, sorti de la piste. La lutte se poursuit au Dutch TT et tourne à l'avantage de l'Espagnol qui passe le Hollandais sur la ligne d'arrivée. De Vries est encore second en Belgique, mais le GP de RDA se termine par un match nul, car les machines des deux champions ont cassé. En Suède, dominé par le Kreidler, Nieto chute en tentant de suivre Jan de Vries qui l'emporte devant Theo Timmer (en) sur son Jamathi et Juan Parés March qui pilote maintenant le second Derbi.
Il reste une épreuve pour les 50 cm3 et le titre se jouera donc entre De Vries (69 points) et Nieto (66) devant son public. Ángel Nieto mène la course de bout en bout et gagne devant les Kreidler-Van Veen de De Vries et Andersson, engagé pour l'occasion. Les deux candidats au titre se retrouvent à une stricte égalité de points (81 points bruts et 69 nets) et de places (trois victoires et trois secondes places), l'attribution du titre doit donc être arbitré par le jury de la FIM. Les duellistes sont départagés au cumul des temps réalisés en courses pendant toute la saison.
Pour 21 secondes, c'est Nieto qui remporte le titre en 50 cm3 son deuxième de la journée avec celui des 125 cm3.

### 1973, second titre
Favoris pour le titre, puisque Derbi s'est retiré du championnat, les deux Kreidler officiels de l'équipe Van Veen cassent l'un après l'autre au GP d'Allemagne, laissant la victoire au Jamathi de Theo Timmer pour la première course 50 cm3 de l'année. Nieto passé en 125 cm3 sur Morbidelli, Jan de Vries perd son plus coriace adversaire. Dès lors, il accumule les pole positions et les records du tour, ainsi que les victoires. Italie, Yougoslavie, Belgique, Suède, Espagne, ce sont cinq courses sur sept qu'il remporte. Pour Kreidler, ce sont même six sur sept avec la victoire en Hollande de son coéquipier suisse Bruno Kneubühler (en), un pilote éclectique qui participera dans toutes les catégories solos de 1972 à 1989.
Sans réelle opposition - la seule victoire manquante est remportée par Theo Timmer et son Jamathi - Jan de Vries est donc de nouveau sacré et Kreidler titré pour la 3e fois au championnat constructeurs. Au classement final, 12 pilotes Kreidler sont classée dans les 15 premiers.
Fin 1973, Van Veen annonce vouloir réduire ses activités de course et lors d'une conférence de presse en décembre, Jan de Vries souhaite faire de même, choqué par les chutes mortelles de Jarno Saarinen et de Renzo Pasolini à Monza (le 20 mai 1973) et désormais sans challenger valable en l'absence de Nieto et de Derbi.

### Fin de carrière
À partir de 1974, Van Veen recrute Henk van Kessel et le Belge Julien van Zeebroeck comme pilotes, mais Jan de Vries reste attaché à l'équipe en tant que technicien et mécanicien. En 1975, Van Veen arrête définitivement ses activités en course et les motos sont vendues. Ángel Nieto en achète une avec l'aide de la Fédération espagnole du sport automobile et reçoit régulièrement le soutien technique de son ancien concurrent Jan de Vries, lui aussi sur les circuits. Nieto redevient ainsi champion du monde en 50 cm3. En 1976, de Vries assiste Nico Polane et d'Herbert Rittberger (en) sur quelques circuits.

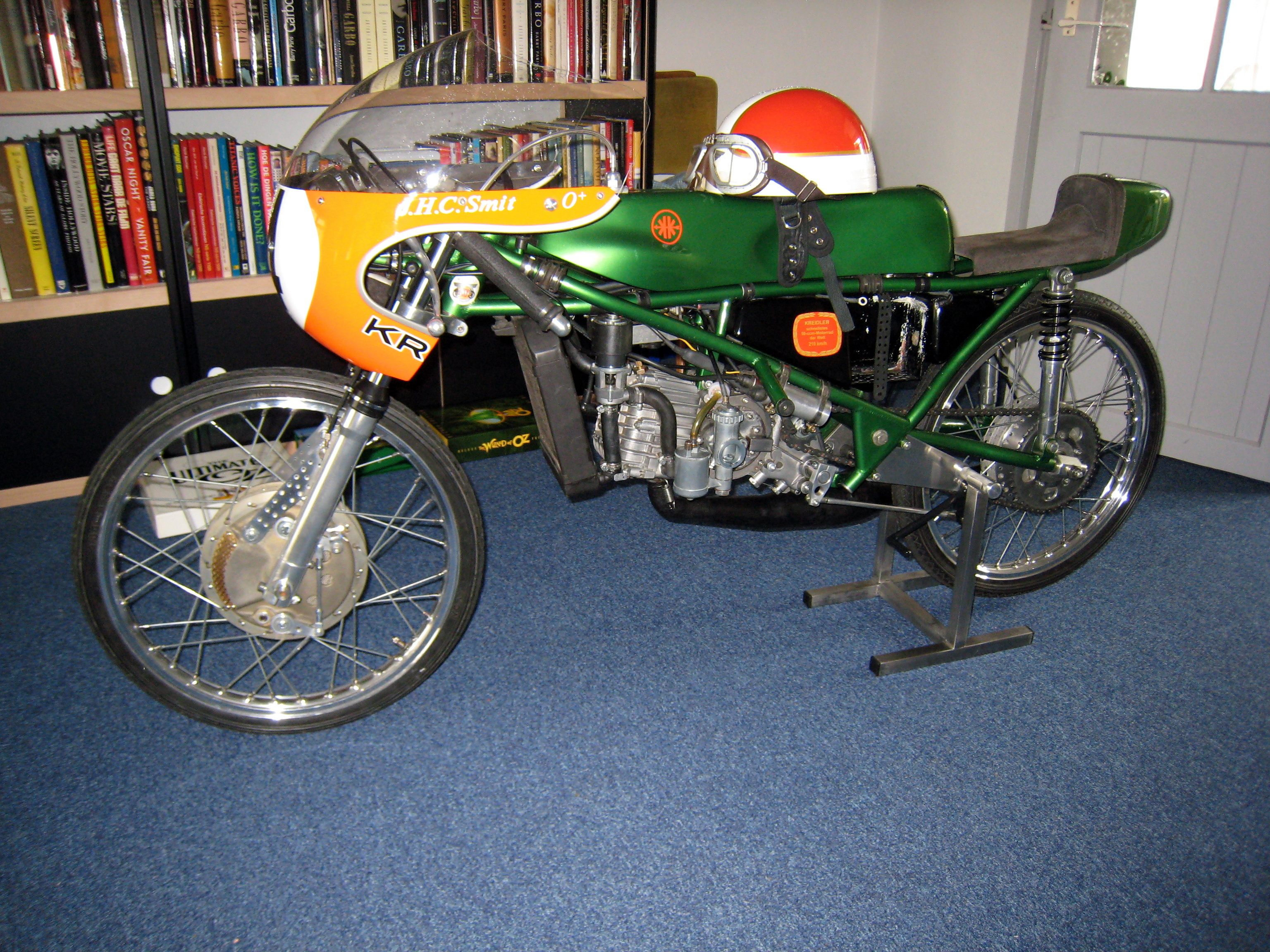
Kreidler Van Veen « compétition client » sans son carénage. Monocylindre deux temps de 50 cm3, refroidissement par eau, 16,5 ch à 16000 tr/min, boîte six rapports, 57 kg, 177 km/h.

En 1977, Van Veen revenu aux championnats du monde en tant qu'équipe officielle, de Vries travaille sur les machines d'Eugenio Lazzarini et d'Herbert Rittberger.
En 1978, le département des sports de Van Veen déménage à Duderstadt, mais Jan décide de rester à Amsterdam, où il prépare les motos de course et de moto-cross des pilotes néerlandais. Lorsque Van Veen devient importateur Husqvarna, Jan a également travaillé sur ces machines. En 1983, le marché des cyclomoteurs s'effondre et en GP la classe 50 cm3 est remplacée par la classe 80 cm3. Kreidler fait faillite et de Vries licencié trouve du travail à l'usine d'échappement Carex Europa à Purmerend. Lorsque Carex fait également faillite, il trouve un emploi chez Perfors, une entreprise de machines pour jardins et parcs qui avait besoin d'un spécialiste des moteurs deux temps. Il y travaillait encore en 1992.
Il avait auparavant été responsable de l'organisation de la démolition de l'usine Van Veen, où de nombreuses pièces avaient tout simplement été jetées. Cependant, il avait conservé sa machine championne en 1973 et à partir de 1993, il est retourné régulièrement participer à des courses classiques et de démonstration.
Jan de Vries décède en 2021 d'un arrêt cardiaque peu après son 77e anniversaire.
De Vries est le pilote moto néerlandais le plus titré de tous les temps (après le pilote de side-car Egbert Streuer (de) et ses trois titres mondiaux), avec quatorze victoires en GP et ses deux titres mondiaux de 1971 et 1973 en catégorie 50 cm3.
Il a reçu en 1971 la Coupe Hans de Beaufort, la plus haute distinction dans le monde du sport automobile néerlandais, décernée par l'Association royale néerlandaise des motocyclistes (KNMV).
En 1974, il a reçu la Médaille de la Fédération néerlandaise des sports pour ses réalisations dans le sport automobile.
En huit saisons, il n'a jamais remporté son Grand Prix national.